# Iresine herrerae
Iresine herrerae là loài thực vật có hoa thuộc họ Dền. Loài này được Conz. & S.F. Blake mô tả khoa học đầu tiên năm 1918.